# Louis Salica
Louis Salica (ur. 26 września 1912 w Brooklynie, zm. 30 stycznia 2002 tamże) – amerykański bokser, brązowy medalista letnich igrzysk olimpijskich w 1932 w Los Angeles w kategorii muszej.